# 本多 (国分寺市)
本多（ほんだ）は、東京都国分寺市の町名。現行行政地名は本多一丁目から本多五丁目。郵便番号は185-0011。

## 地理
国分寺市の北東部に位置する地域である。北は小平市上水南町、東は小金井市貫井北町、南は本町、西は東恋ヶ窪及び小平市上水本町に隣接する。町内は閑静な住宅街である。

### 地価
住宅地の地価は2017年（平成29年）の公示地価によれば本多1-12-13の地点で34万6000円/m2となっている。

## 世帯数と人口
2017年（平成29年）12月1日現在の世帯数と人口は以下の通りである。
| 丁目       | 世帯数    | 人口    |
| ---------- | --------- | ------- |
| 本多一丁目 | 739世帯   | 1,258人 |
| 本多二丁目 | 1,281世帯 | 2,037人 |
| 本多三丁目 | 899世帯   | 1,969人 |
| 本多四丁目 | 884世帯   | 1,702人 |
| 本多五丁目 | 1,061世帯 | 1,952人 |
| 計         | 4,864世帯 | 8,918人 |

## 小・中学校の学区
市立小・中学校に通う場合、学区は以下の通りとなる。
| 丁目       | 番地            | 小学校               | 中学校               | 備考                                          |
| ---------- | --------------- | -------------------- | -------------------- | --------------------------------------------- |
| 本多一丁目 | 全域            | 国分寺市立第七小学校 | 国分寺市立第二中学校 |                                               |
| 本多二丁目 | 1〜2番 14〜16番 | 国分寺市立第七小学校 | 国分寺市立第二中学校 |                                               |
| 本多二丁目 | その他          | 国分寺市立第三小学校 | 国分寺市立第二中学校 | 以下の学校と選択可能。 ・国分寺市立第七小学校 |
| 本多三丁目 | 全域            | 国分寺市立第三小学校 | 国分寺市立第二中学校 | 以下の学校と選択可能。 ・国分寺市立第七小学校 |
| 本多四丁目 | 全域            | 国分寺市立第七小学校 | 国分寺市立第二中学校 |                                               |
| 本多五丁目 | 全域            | 国分寺市立第七小学校 | 国分寺市立第二中学校 |                                               |

## 交通
鉄道
西武多摩湖線が西端を通っているが、駅はない。
道路
- 東京都道133号小川山府中線（国分寺街道）
- 東京都道134号恋ヶ窪新田三鷹線（連雀通り）

## 施設
- 本多公民館
- 国分寺市立第七小学校
- 国分寺市立第二中学校
- オーケー国分寺店